# آيا تراوري
آيا تراوري (بالفرنسية: Aya Traoré) مواليد 27 يوليو 1983 في داكار، هي لاعبة كرة سلة سنغالية. بدأت مسيرتها الاحترافية في سنة 2006. تلعب في الدوري الإسباني لكرة السلة للسيدات. يبلغ طولها 6 قدم 0 بوصة (1.8 م). مثلت منتخب بلادها. شاركت في دورة الألعاب الأولمبية الصيفية سنة 2016.

## سجل المنافسة
شاركت في المنافسات التالية:
- الألعاب الأولمبية الصيفية 2016
- كأس العالم لكرة السلة للسيدات 2006

## روابط خارجية
- آيا تراوري على موقع الاتحاد الدولي لكرة السلة (الإنجليزية)
- آيا تراوري على موقع كرة السلة الأوروبية.كوم (الإنجليزية)
- آيا تراوري على موقع كلية كرة السلة في سبورتس رفرنس.كوم (الإنجليزية)
- آيا تراوري على موقع بروبوليرز (الإنجليزية)
- آيا تراوري على موقع سبورتس رفرنس (الإنجليزية)
- آيا تراوري على موقع اللجنة الأولمبية الدولية (الإنجليزية)
- آيا تراوري على موقع أوليمبيديا (الإنجليزية)